# Adriano Grande
Adriano Grande (né en 1897 à Gênes – mort en 1972 à Rome) est un poète et traducteur italien. Il a traduit des auteurs français en italien.

## Œuvres
Poésies
- Avventure, Turin, 1926
- La Tomba verde, Turin, 1929
- Nuvole sul greto, Gênes, 1933
- Alla pioggia e al sole, Lanciano, 1936
- Poesie in Africa, Florence, 1938
- Strada al mare, Florence, 1943
- Fuoco bianco, Milan, 1950
- Preghiera di primo inverno, Rome, 1951
- Canto a due voci, Sienne, 1954
- Consolazioni, Rome, 1955
- Avventure e preghiere “scelta”, Rome, 1955
- Su sponde amiche, Padoue, 1958
- Stagioni a Rome, Padoue, 1959
- Acquivento, Sarzana, 1962
- Avventure e La Tomba verde (réimpression), Milan, 1966
- La Tomba verde (réimpression), Gênes 2003

Prose
- La legione Parini da Sabaudia a Diredaua, diario di guerra, Florence, 1938
- Ritratto di Genova (avec des illustrations d’Enrico Paulucci), Turin, 1940
- Ritratti, Venise, 1941
- Andrei, l’onesto (roman), Milan, 1970

Théâtre
Faust non è morto, Gênes, 1935
Traductions
- Alfred de Vigny, Giornale di un poeta, Rome, 1944
- Marquis de Sade, La moglie pudica, Rome, 1945
- Georges Bernanos, Diario di un curato di campagna, Milan, 1946
- Jules Renard, Romanzi e storie naturali, Rome, 1951

## Source
- (it) Cet article est partiellement ou en totalité issu de l’article de Wikipédia en italien intitulé « Adriano Grande » (voir la liste des auteurs).